# Astronesthes caulophorus
Astronesthes caulophorus är en fiskart som beskrevs av Regan och Ethelwynn Trewavas 1929. Astronesthes caulophorus ingår i släktet Astronesthes och familjen Stomiidae. Inga underarter finns listade.